# 宮崎市立木花中学校
宮崎市立木花中学校（みやざきしりつ きばなちゅうがっこう）は、宮崎県宮崎市学園木花台南一丁目にある公立中学校。

## 沿革
- 1947年5月8日 - 木花村立木花中学校が開校し、開校式を挙行する。
- 1948年4月5日 - 鏡洲分校が設置される。
- 1951年3月7日 - 校歌を制定する。
- 1951年3月25日 - 宮崎市との合併に伴い、宮崎市立木花中学校となる。
- 1955年4月1日 - 鏡洲分校が鏡洲中学校として独立する。
- 1961年5月1日 - 女子生徒の制服を制定する。
- 1963年3月16日 - 校旗を制定する。
- 1969年10月28日 - プールが竣工する。
- 1989年12月23日 - 学園木花台への移転計画が決定される。
- 1990年1月29日 - 鏡洲中学校の本校への統合が決定される。
- 1991年4月1日 - 鏡洲中学校が本校へ統合される。
- 1991年5月24日 - 移転完成落成式が挙行される。

## 概要
- 生徒数 384人
- 学級数 12（通常学級11、特別支援学級1）
- 職員数 26人

（2008年10月27日現在）

## 学区
- 宮崎市立学園木花台小学校 通学区域
- 宮崎市立木花小学校 通学区域
- 宮崎市立鏡洲小学校 通学区域

## 交通
- 宮崎交通バス 木花経由宮崎大学行「木花台2丁目前」下車

## 著名な関係者

### 出身者
- 久木野聡 (サッカー選手)
- 増田誓志 (サッカー選手)

## 制服
- 男子
  - 冬服は標準的な学生服上下である。
  - 夏服はカッターシャツ、スラックスである。
- 女子
  - 冬服はセーラー服上下である。
  - 夏服はカッターシャツ、吊りスカートである。